# Aude Landry
 (mars 2022).
Si vous disposez d'ouvrages ou d'articles de référence ou si vous connaissez des sites web de qualité traitant du thème abordé ici, merci de compléter l'article en donnant les références utiles à sa vérifiabilité et en les liant à la section « Notes et références ».
Pour les articles homonymes, voir Landry.
Diane Reydi, dite « Aude Landry », née le 9 août 1962 à Gisors, est une actrice française.

## Biographie
Aude Landry est apparue dans quelques feuilletons télévisés de 1971 à 1973 sous son patronyme de naissance. C'est Bertrand Tavernier qui, le premier, lui fera franchir le pas de la télévision au cinéma en 1975, elle a alors 13 ans. Elle devient bilingue en 1977 sur le tournage au Québec de Bloodrelatives, mis en scène par Claude Chabrol qui lui confie alors un second premier rôle féminin, à l'instar de Michel Lang, un an auparavant. Elle tourne ensuite en Angleterre sous la direction de Jean-Pierre Decourt. Elle s'installe à Munich fin 1978, devient trilingue et élargit la palette de ses activités au théâtre, court métrage, doublage, à l'écriture et à la traduction.
Elle quitte Munich pour la Rhénanie, Cologne et Düsseldorf en 1984. Après la chute du Mur de Berlin et pour des raisons d'ordre privé, elle quitte l'Allemagne réunifiée et l'Europe en 1990. Elle traversera une expérience humaine et intérieure déterminante aux Caraïbes. Elle est aujourd'hui mère de deux garçons nés de pères différents, l'un en Allemagne en 1986 et l'autre aux Caraïbes en 1992. Restée célibataire, devenue bouddhiste, elle vit aujourd'hui en France, où elle s'est installée avec ses fils en 1994.

## Filmographie
- 1974 : Toute une vie de Claude Lelouch
- 1973 : Les grands sentiments font les bons gueuletons de Michel Berny
- 1975 : Marie-Antoinette de Guy Lefranc (feuilleton TV) : Mme Royale aux Tuileries
- 1975 : Anne jour après jour de Bernard Toublanc-Michel (série TV) : Javotte
- 1976 : Le Juge et l'Assassin de Bertrand Tavernier : Suzanne
- 1976 : Au plaisir de Dieu de Robert Mazoyer (feuilleton TV) : Anne-Marie jeune
- 1977 : Une fille cousue de fil blanc de Michel Lang : Beatrice
- 1978 : Les Liens de sang de Claude Chabrol : Patricia
- 1978 : La Trêve, de Jean-Louis Lorenzi (court métrage HIDEC)
- 1978 : Les Aventures de David Balfour (de) (Kidnapped) de Jean-Pierre Decourt (feuilleton TV) : Catriona Drummond
- 1979 : L'Esprit de famille de Jean-Pierre Blanc : Béa
- 1981 : Les Hommes préfèrent les grosses de Jean-Marie Poiré
- 1982 : Camilla und das Liebesleben de Sherry Hormann (court métrage Film- und Fernseh Hochschule München)

## Théâtre
- 1980 : Abendstunde im Spätherbst (Pièce de Dürenmatt) (Piccola Bavaria Theater) (Munich)
- 1986 : Das Opfer Helena (Pièce de Wolfgang Hildesheimer), Theater an der Luegalle, Düsseldorf
- 1987 : Die Welt steht auf kein Fall mehr lang (pièce d'après Hanns Dieter Hüsch), Theater an der Luegallee
- 1988 : Die Abenteuer des kleinen Saladins (création pour le Theater an der Luegallee)
- 1991 : Si Jeunesse Savait... (Création de Jocelyn Régina), Centre dramatique régional de Fort-de-France

## Auteure
Allemagne :
- 1985 : Traductrice pour la publicité et la littérature, Düsseldorf.
- 1987 à 1989 : Coécriture et mise en scène de pièces de théâtre pour enfants, Düsseldorf

France :
- 1997 : Adaptation libre de La Chevelure de Guy de Maupassant
- 1998 : Conception originale et écriture du scénario  Les Aventures numériques de 0203, conte numérique, à Clermont-Ferrand
- 2004 : Rédaction du dossier de presse du Printemps des Poètes, mairie de La Teste.
- Depuis 2007 : Construction monographique basée sur des notes et écrits personnels.